# Beinn Tart a’Mhill
Beinn Tart a’Mhill (gälisch  für Berg der Dürre) ist ein Berg auf der schottischen Hebrideninsel Islay. Bei der 232 m hohen Erhebung handelt es sich um den höchsten Punkt der Halbinsel Rhinns of Islay. Er liegt in einer dünnbesiedelten Region im Zentrum der Rhinns. Die nächstgelegene größere Ortschaft ist das vier Kilometer nordöstlich gelegene Port Charlotte. Auf dem Gipfel befindet sich eine Sendestation. Die östlichen und südlichen Hänge sind teilweise bewaldet. Beinn Tart a’Mhill ist nicht an das Straßennetz der Insel angeschlossen. Es führt jedoch ein unbefestigter Weg von Kelsay bis in die Nähe des Berges.

## Umgebung

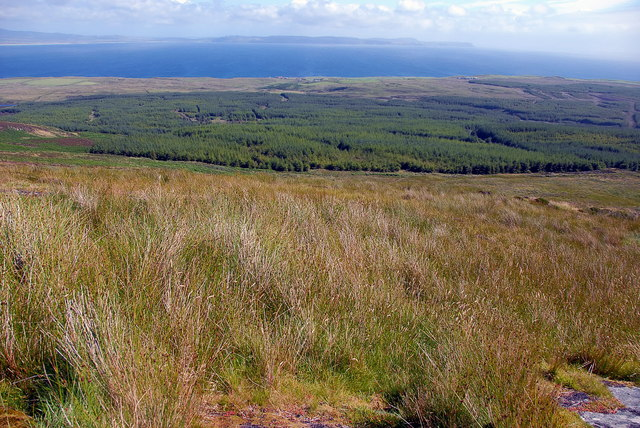
Blick vom Beinn Tart a’Mhill in südöstlicher Richtung über Loch Indaal zur Halbinsel Oa.

Obschon die Umgebung des Beinn Tart a’Mhill heute weitgehend unbesiedelt ist, gibt es zahlreiche Belege für frühere Besiedlung. Etwa einen Kilometer nordöstlich befinden sich die Überreste eines Duns. Dieser maß wahrscheinlich einst 15 m × 8 m und war von einer heute noch etwa 50 cm hohen Mauer umfriedet. Teile der Anlage wurden wahrscheinlich beim Bau einer nahegelegenen Mauer aus neuerer Zeit zerstört. An den Südhängen des Berges befindet sich ein Clyde tombs, das unter dem Namen Giant’s Grave („Grab des Riesen“) bekannt ist. Ein weiterer, kleinerer Cairn findet sich an den Osthängen. In der Nähe des Berges liegen auch die Überreste einer Wüstung. Bei den elf Gebäuden handelt es sich um vier Wohnhäuser und weitere landwirtschaftliche Gebäude sowie eine Mühle.